# Jan Troell
Jan Troell (Limhamn, prop de Malmö, 23 de juliol de 1931) és un director de cinema suec.

## Biografia
Jan Troell treballa durant diversos anys com a institutor, però comença a realitzar curtmetratges en els anys 1960. La seva primera pel·lícula, Här har del ditt liv, 1966, explica la història d'un adolescent de la classe obrera a Suècia al començament del segle xx. La pel·lícula és basada en el relat autobiogràfic d'Eyvind Johnson La Novel·la d'Olof  (1934-1937). El 1968, la seva pel·lícula Ole dola doff guanya l'Os d'Or al Festival de Berlín.
Les seves pel·lícules més conegudes són Utvandrarna i Nybyggarna (1971), basats en l'obra de Vilhelm Moberg, que descriuen el destí de pagesos suecs que emigren als Estats Units al segle xix. Max von Sydow, qui hi interpreta el paper de Karl Oskar, restarà com un dels actors fetitxes del realitzador. Utvandrarna va ser candidat al'Oscars.
Troell fa una temptativa a Hollywood que se salda amb un fracàs, amb les pel·lícules Zandy's Bride (1974), amb Gene Hackman, i Huricane (1989). Després, Troell realitza Ingenjör Andrées luftfärd , 1982) que descriu l'expedició desastrosa a l'Àrtida de S. A. Andrée en globus el 1897. La pel·lícula és candidata als Oscars en la categoria «pel·lícula estrangera».
Una altra pel·lícula li val l'Os de Plata a la millor direcció al festival de Berlín: Il Capitano: A Swedish Requiem , 1991, que posa en marxa una controvèrsia, ja que s'inspira en un fet divers autèntic, el triple homicidi d'Åmsele, sobrevingut només tres anys abans. La pel·lícula insisteix en les relacions psicològiques entre els personatges. El 1997, obté un premi al Festival del cinema nòrdic per a la seva pel·lícula Hamsun sobre l'escriptor noruec Knut Hamsun. Jan Troell també ha dirigit documentals.
El 2001, treu Så viu som en snö (As White as in Snow  en anglès), pel·lícula de la qual signa el guió amb Jacques Werup i que conta la vida d'Elsa Andersson, la primera aviadora sueca. La pel·lícula guanya tres premis Guldbagge: millor pel·lícula, director i fotografia.

## Filmografia
Filmografia:
- 1966: Här har du ditt liv
- 1968: Ole dole doff
- 1971: Utvandrarna
- 1972: Nybyggarna
- 1974: Zandy's bride
- 1977: Bang!
- 1979: Hurricane
- 1982: Ingenjör Andrées luftfärd
- 1988: Sagolandet (documental)
- 1991: Il Capitano
- 1996: Hamsun
- 2001: Så vit som en snö
- 2004: The Yellow Tag, curt del film Visions of Europe
- 2008: Maria Larssons eviga ögonblick
- 2012: Dom över död man (Truth and Consequence)

## Premis i nominacions

### Premis
- 1968: Os d'Or per Ole dole doff
- 1992: Os de Plata a la millor direcció per Il capitano

### Nominacions
- 1967: Os d'Or per Här har du ditt liv
- 1973: Oscar al millor director per Utvandrarna
- 1973: Oscar al millor guió adaptat per Utvandrarna
- 1977: Palma d'Or per Bang!
- 1982: Lleó d'Or per Ingenjör Andrées luftfärd
- 1992: Os d'Or per Il capitano